# أفراد عسكريون

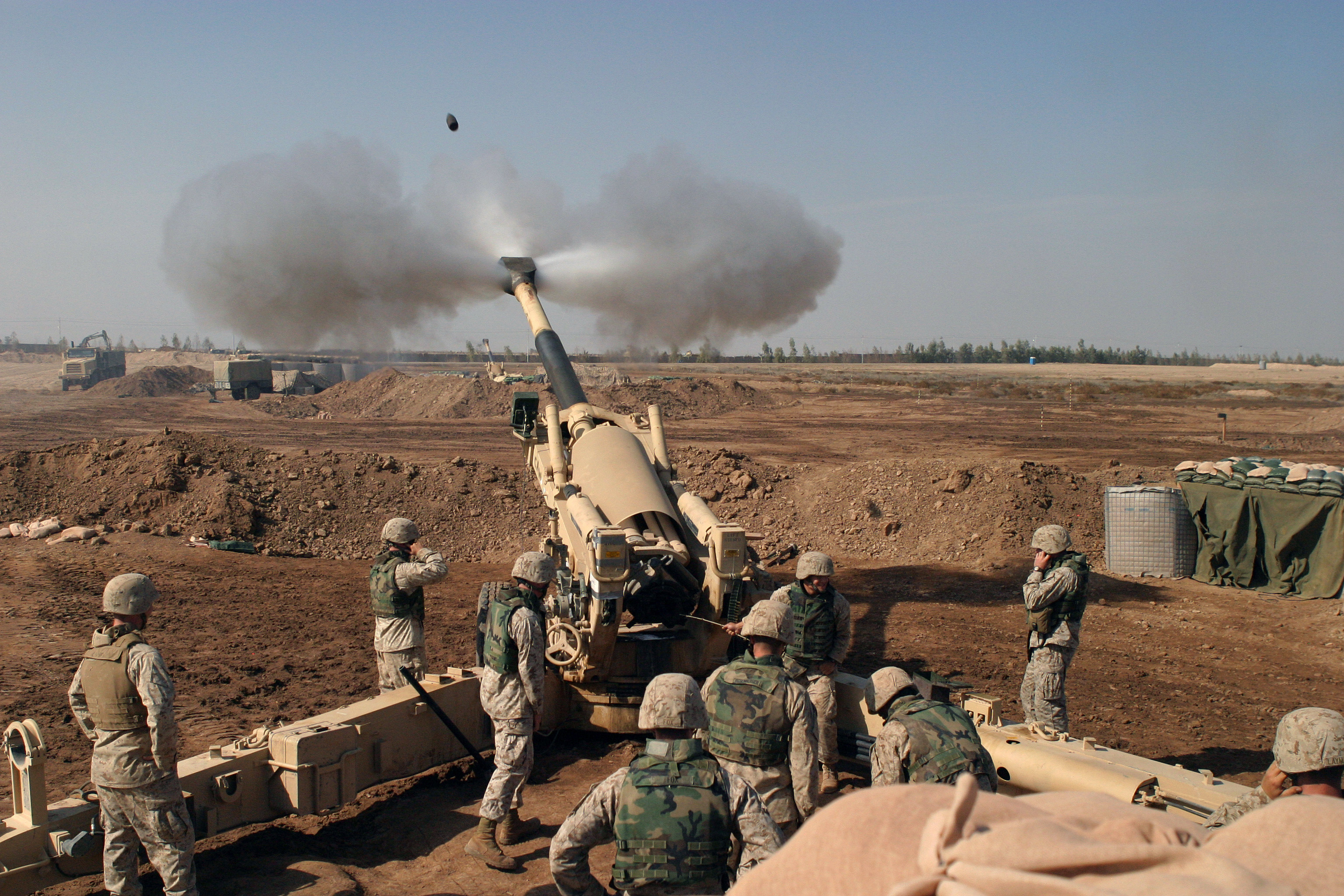

الأفراد العسكريون هم أعضاء في القوات المسلحة للدولة. أدوارهم، ورواتبهم، ومستلزماتهم تختلف حسب الجناح العسكري التابعين له (الجيش، البحرية، المارينز، سلاح الجو، وأحيانا خفر السواحل)، برتبة (ضابط، ضابط صف أو مجند).

## نظرة عامة
أولئك الذين يخدمون في قوة برية كبيرة نموذجية هم جنود، يشكلون جيشًا. أولئك الذين يخدمون في القوات البحرية هم بحارة، وفروعها هي البحرية أو خفر السواحل. أولئك الذين يقودون الطائرات هم طياروون يخدمون في سلاح الطيران أو سلاح الجو.

## التركيبة السكانية
معظم الأفراد في بداية حياتهم العسكرية هم من الشباب. على سبيل المثال، بلغ متوسط عمر جندي في جيش الولايات المتحدة الذي بدأ التدريب الأولي 20.7 سنة في عام 2013. تاريخياً، كان استخدام الأطفال دون سن 18 عامًا لأغراض عسكرية واسع النطاق - انظر الاستغلال العسكري للأطفال- ولكنه تراجع في القرن الحادي والعشرين. وفقًا لمنظمة تشايلد سولدرز إنترناشيونال، اعتبارًا من عام 2017، التزمت حوالي ثلثي الدول في جميع أنحاء العالم بتقييد التجنيد العسكري للبالغين، بينما كانت 50 ولاية لا تزال تجند أفرادًا تتراوح أعمارهم بين 16 و 17 عامًا، بما في ذلك معظم القوى العسكرية الكبرى في العالم.
معظم الأفراد من الذكور. تختلف نسبة الموظفات على المستوى الدولي؛ على سبيل المثال، ما يقرب من 3 ٪ في الهند،  10 ٪ في المملكة المتحدة،  13 ٪ في السويد،  16 ٪ في الولايات المتحدة،  و 27 ٪ في جنوب أفريقيا. العديد من القوات المسلحة التابعة للدولة التي تجند النساء تمنعهم من القيام بأدوار قتالية قريبة (الأدوار التي تتطلب منهم القتل في أماكن قريبة). مقارنة بالموظفين الذكور والمستخدمين العسكريين (المدنيون لذين يخدمون في الفروع العسكرية)، تواجه الموظفات مخاطر أكبر بكثير من المضايقات الجنسية والعنف الجنسي، وفقًا للبحوث البريطانية والكندية والأمريكية.

## تجنيد
يجوز تجنيد الأفراد العسكريين (تجنيدهم بالإكراه بموجب القانون) أو تجنيدهم عن طريق جذب المدنيين للانضمام إلى القوات المسلحة.
في الدول التي لا تعتمد بالكامل على التجنيد الإجباري، تبدأ عملية جذب الأطفال والشباب للعمل العسكري في سنواتهم المبكرة عن طريق:
- زيارات للمدارس الابتدائية والثانوية؛ [12][13][14][15][16][17]
- المدارس العسكرية ومنظمات الشباب مثل قوات المتدربين؛ [18][19]
- الإعلان عبر التلفزيون، الراديو، السينما، على الإنترنت بما في ذلك وسائل التواصل الاجتماعي، [20] الصحافة، اللوحات الإعلانية، [21] الكتيبات والمنشورات، [22] والترويج؛ [23]
- أكشاك التوظيف (مثل المعارض الجوية، المتنزهات العسكرية مثل متنزه باتريوت في روسيا، أيام العيد الوطني وأيام القوات المسلحة).
- ألعاب الفيديو التي تجند وتربط الحياة العسكرية مع أفلام الحركة؛ [24]

## تدريب أولي
يجب أن يكون الأفراد العسكريون مستعدين لأداء المهام التي ستكون غير عادية أو غائبة في الحياة المدنية. على وجه الخصوص، يجب أن يكونوا قادرين على جرح وقتل الآخرين، ومواجهة الخطر المحتم دون الفرار. يتم تحقيق ذلك في التدريب الأولي، وهي عملية مكثفة جسديًا ونفسيًا تعيد تنظيم المجندين من أجل الطبيعة الفريدة للمطالب العسكرية.

## شروط الخدمة
يدخل المجندون عقد خدمة ملزمًا، والذي قد يختلف وفقًا للرتبة أو الفرع العسكري، وما إذا كان العمل بدوام كامل أو بدوام جزئي.

### الحد الأدنى لفترة الخدمة
العمل العسكري بدوام كامل يتطلب عادة الحد الأدنى من الخدمة لعدة سنوات؛ ما بين سنتين وست سنوات هو نموذج للقوات المسلحة في أستراليا والمملكة المتحدة والولايات المتحدة، على سبيل المثال، اعتمادًا على الدور والفرع والرتبة. الاستثناء من هذه القاعدة هو نافذة التفريغ العسكري القصيرة، والتي تفتح بعد الأسابيع القليلة الأولى من التدريب وتغلق بعد بضعة أشهر، وتسمح للمجندين بمغادرة القوة المسلحة.

### النشر والانتشار
قد يتم نشر الأفراد في قواعد في بلدهم أو في الخارج، وفقًا للحاجة التشغيلية، ويمكن نشرهم من تلك القواعد على للقيام بمناورات حربية أو عمليات عسكرية في أي مكان في العالم. يتم تنظيم طول عمليات النشر والانتشار. في المملكة المتحدة، على سبيل المثال، من المتوقع أن يتم نشر جندي لمدة لا تزيد عن ستة أشهر في كل 30 شهرًا. قد يتم التنازل عن هذه اللوائح في أوقات الإيقاع التشغيلي العالي.

## مظهر خارجي
أثناء الخدمة، يُطلب من الأفراد العسكريين عادة ارتداء الزي العسكري، وعادةً ما يظهرون اسمهم ورتبتهم وفرعهم العسكري.